# Démétrias
Pour l'ancienne cité grecque d'Arachosie, voir Demetriapolis, aussi appelée Demetrias.
 (mai 2022).
La mise en forme du texte ne suit pas les recommandations de Wikipédia : il faut le « wikifier ».
Les points d'amélioration suivants sont les cas les plus fréquents. Le détail des points à revoir est peut-être précisé sur la page de discussion.
- Les titres sont pré-formatés par le logiciel. Ils ne sont ni en capitales, ni en gras.
- Le texte ne doit pas être écrit en capitales (les noms de famille non plus), ni en gras, ni en italique, ni en « petit »…
- Le gras n'est utilisé que pour surligner le titre de l'article dans l'introduction, une seule fois.
- L'italique est rarement utilisé : mots en langue étrangère, titres d'œuvres, noms de bateaux, etc.
- Les citations ne sont pas en italique mais en corps de texte normal. Elles sont entourées par des guillemets français : « et ».
- Les listes à puces sont à éviter, des paragraphes rédigés étant largement préférés. Les tableaux sont à réserver à la présentation de données structurées (résultats, etc.).
- Les appels de note de bas de page (petits chiffres en exposant, introduits par l'outil «  Source ») sont à placer entre la fin de phrase et le point final[comme ça].
- Les liens internes (vers d'autres articles de Wikipédia) sont à choisir avec parcimonie. Créez des liens vers des articles approfondissant le sujet. Les termes génériques sans rapport avec le sujet sont à éviter, ainsi que les répétitions de liens vers un même terme.
- Les liens externes sont à placer uniquement dans une section « Liens externes », à la fin de l'article. Ces liens sont à choisir avec parcimonie suivant les règles définies. Si un lien sert de source à l'article, son insertion dans le texte est à faire par les notes de bas de page.
- La présentation des références doit suivre les conventions bibliographiques. Il est recommandé d'utiliser les modèles {{Ouvrage}}, {{Chapitre}}, {{Article}}, {{Lien web}} et/ou {{Bibliographie}}. Le mode d'édition visuel peut mettre en forme automatiquement les références.
- Insérer une infobox (cadre d'informations à droite) n'est pas obligatoire pour parachever la mise en page.

Pour une aide détaillée, merci de consulter Aide:Wikification.
Si vous pensez que ces points ont été résolus, vous pouvez retirer ce bandeau et améliorer la mise en forme d'un autre article.
 (mai 2022).
Si vous disposez d'ouvrages ou d'articles de référence ou si vous connaissez des sites web de qualité traitant du thème abordé ici, merci de compléter l'article en donnant les références utiles à sa vérifiabilité et en les liant à la section « Notes et références ».
Démétrias (en grec ancien : Δημητριάς), également connue sous le nom de Démétriade, est une ancienne cité grecque de la Magnésie antique.

## Localisation et constitution de la cité
Elle est située sur le golfe Pagasétique en Thessalie, elle fut fondée en 293 av J.C par Démétrios Poliorcète par synœcisme, à proximité de la ville moderne de Vólos. L'enceinte était étendue sur 7,8 kilomètres et sa superficie était de 262 hectares. Le mur de défense comportait 87 tours atteignant près de 4 mètres de hauteur. Démétrias était une cité portuaire. La ville possédait deux ports, elle était une base navale importante pour la puissance macédonienne. La prospérité de la cité et de son entrepôt s'est étendue même après la chute des Antigonides. 

## Histoire de la cité à l'époque hellénistique
La cité a joué un grand rôle dans la politique macédonienne en Grèce, elle était considérée comme l'une des trois « entraves de la Grèce », avec les forteresses de Chalcis et de l'Acrocorinthe. Son importance obligea les Macédoniens à y placer une garnison militaire. En Macédoine, il y avait 3 palais royaux. Démétrias faisait partie de ces 3 palais royaux. Lorsque Démétrios fonde Démétrias il la choisit comme résidence royale pendant 7 ans. À la mort de Démétrios, Antigone Gonatas, son fils, plaça ses cendres dans la ville de Démétrias.  
En 286/285 av J.C, Lysimaque contrôlait un immense royaume qui comprenait la Thrace, la Macédoine et la Thessalie. En revanche, il ne contrôlait pas Démétrias qui était toujours entre les mains de Démétrios. 
En 218 av J.C, à la mort de Démétrios, Antigone Gonatas réussit à conserver Démétrias.  
En 198-197 av J.C, lorsque Flamininus arrive en Grèce, Phillipe V ne voulait pas abandonner Démétrias car c'est une place stratégique pour la Macédoine. Il tenta tout pour défendre la cité. À la suite de la victoire de Flamininus en 196 av J.C, des garnisons romaines restèrent dans les "entraves de la Grèce" dont Démétrias. 
Apres les jeux isthmiques, les commissaires romains décidèrent du sort de la Grèce. Démétrias resta entre les mains de la ligue des Magnètes dont elle était devenue la capitale du koinon. La ligue est connu grâce à une inscription datant de 283 av J.C. Les garnisons romaines durent aussi évacuer la cité. Dès 193 av J.C les Étoliens cherchaient à se faire livrer Démétrias au détriment de la ligue des Magnètes. Les Étoliens ont réussi par la suite à s'emparer de Démétrias. En 192 av J.C, Antiochos III traversa la mer Egée et fut accueilli à Démétrias par les Étoliens qui venaient de s'emparer de la cité. Cependant en 189 av J.C, Phillippe V dans sa reconquête de la Macédoine réussi à reprendre Démétrias aux Étoliens. Lorsqu'il lança son programme de reconstruction économique de la Macédoine, il permit un accroissement des échanges commerciaux qui profitèrent au port de Démétrias qui connue un essor à cette période.  

## Histoire de la cité durant la période romaine
Le général pontique Archélaos, débarque en Attique et ravagea la cité de Démétrias en 88 av J.C. 

## Culte
Les sources épigraphiques et/ou archéologiques permettent de révéler l'existence de plusieurs cultes et sanctuaires. La ville était aussi un lieu de culte en l'honneur de Démétrios Poliorcète, le fondateur de la cité. 

## Sources
- Polybe
- Strabon